# Русское (Ставропольский край)
Ру́сское — село в Курском районе (муниципальном округе) Ставропольского края России.

## Варианты названия
- 1-й Русский
- Русский
- Русский 1-й[3],

## География
Селение расположено в южной части Курского района, и тянется по обоим берегам канала «имени Ленина». Находится в 36 км к юго-востоку от районного центра Курская, в 325 км от краевого центра Ставрополь и в 14 км к северо-востоку от Моздока.
Граничит с землями населённых пунктов: Уваровское на западе, Бугулов и Медведев на востоке и Садовый на юге.
Населённый пункт расположен в равнинной степной зоне. Средние высоты на территории села составляют 153 метров над уровнем моря. Перепады высот незначительны. Само селение сильно вытянуто и его протяжённость с запада на восток составляет 10,2 км.
Гидрографическая сеть представлена в основном искусственными каналами. Через село проходит магистральный канал имени Ленина.
Климат влажный умеренный, с жарким летом и прохладной зимой. Среднегодовая температура воздуха составляет около +11,0°С, и колеблется от средних +24,0°С в июле, до средних −3,0°С в январе. Минимальные температуры зимой редко отпускаются ниже −10°С, летом максимальные температуры достигают +40°С. Среднегодовое количество осадков составляет около 500 мм. Основная часть осадков выпадает в период с апреля по июнь. В конце лета возможны суховеи, дующие со стороны Прикаспийской низменности.

## История
По сведениям из списка населённых мест Терского округа, хутора Русский-1 и Русский-2 были основаны в 1876 году. Тогда в обоих хуторах числилось 18 дворов, с общей численностью населения в 130 человек.
Согласно «Списку населённых мест Терской области» на 1 июля 1914 года хутор Русский (число дворов – 92, количество жителей – 624 человека) входил в Моздокский отдел.
В 1924 году хутора Русский-1, Русский-2, а также 10 различных населённых пунктов были объединены в Русский сельский совет Моздокского района. Тогда же был образован комитет крестьянского общества взаимопомощи.
В 1925 году после разукрупнения сельсоветов Моздокского района, хутора Русский-1 и Русский-2 были включены в состав Губжоковского сельского совета.
В том же году были образованы несколько сельскохозяйственных артелей: «Красная заря» и имени Калинина, а также товарищества по совместной обработке земли «Красная рассада» и «Красный колос».
По данным Всесоюзной переписи 1926 года, в Губжоковском сельсовете числилось 156 дворов с общей численностью населения в 1138 человек. Основное население сельсовета составляли кабардинцы и русские. Русские проживали преимущественно в хуторе Русский-2, а кабардинцы составляли основное население в хуторах Губжоков, Соколов и Аушоров (позже Ауштров).
В 1929 году колхоз «Красная заря» был ликвидирован ввиду полной неспособности вести хозяйство, а колхоз имени Калинина оказался более жизнеспособным и продолжил своё существование, хотя работе его сильно мешали несколько крепких кулацких хозяйств. Весной 1930 года все кулацкие посевы были конфискованы, а ряд мелких колхозов — «Октябрь», «Союз труда», «Четвёртая коммуна» и «Техапковец» были включены в состав колхоза имени Калинина. По сведениям на 1949 год, к колхозу им. Калинина было привязано 210 дворов с 913 жителями. Колхоз имел 4410,75 га земли, из них под пашню было занято 3431 га, сады и виноградники — 33,3 га, огороды — 61,5 га. Хлопок был посеян на 330 га. С 2085 га было собрано 17967ц зерна.
С началом Великой Отечественной войны, многие жители сельсовета ушли на фронт защищать свою социалистическую Родину, 180 из них не вернулось домой.
До 1944 года хутора входили в состав Моздокского района Ставропольского края, а затем, после передачи части этого района Северо-Осетинской АССР, они были включены в Курский район Ставропольского края.
В 1964 г. Указом Президиума ВС РСФСР хутора Русский I, Русский II и Губжоков, фактически слившиеся в один населённый пункт, объединены в село Русское.
До 16 марта 2020 года село было административным центром упразднённого Русского сельсовета.

## Население
| 1989 | 2002  | 2010  | 2021  |
| ---- | ----- | ----- | ----- |
| 3597 | ↗4427 | ↗4681 | ↗4820 |

Половой состав
По итогам переписи населения 2010 года проживали 2270 мужчин (48,49 %) и 2411 женщина (51,51 %).
Национальный состав
По итогам переписи населения 2010 года проживали следующие национальности (национальности менее 1 %, см. в сноске к строке "Другие"):
| Национальность | Численность | Процент |
| -------------- | ----------- | ------- |
| Русские        | 2172        | 46,40   |
| Турки          | 1345        | 28,73   |
| Кабардинцы     | 404         | 8,63    |
| Чеченцы        | 141         | 3,01    |
| Осетины        | 123         | 2,63    |
| Армяне         | 82          | 1,75    |
| Грузины        | 75          | 1,60    |
| Цыгане         | 73          | 1,56    |
| Даргинцы       | 63          | 1,35    |
| Немцы          | 52          | 1,11    |
| Корейцы        | 48          | 1,03    |
| Другие         | 103         | 2,20    |
| Итого          | 4681        | 100,00  |

## Инфраструктура
- Культурно-досуговый центр

## Образование
- Детский сад № 8 «Теремок»
- Детский сад № 19 «Колосок»
- Средняя общеобразовательная школа № 8
- Общеобразовательная школа-интернат

## Спорт
- Футбольная команда «Строитель». Чемпион Ставропольского края по футболу 2009 года[12]

## Памятники
- Братская могила советских воинов, погибших в боях с фашистскими захватчиками. 1942—1943, 1967 года[13]
- Памятник воинам, погибшим в годы гражданской войны за власть советов. 1974 год[14]
- Памятник М. И. Калинину[15]

## Кладбища
К югу от села расположены 2 общественных открытых кладбища площадью 21 и 25 тыс. м².

## Происшествия
- 13 мая 2014 года град и сильный ливень повредили кровли и остекление частных домов, а также линии электропередач[17].